# Jocelyne Larocque
Jocelyne Larocque (19 de maio de 1988) é uma jogadora de hóquei no gelo canadense. Ela já jogou no Calgary Inferno e no Markham Thunder da Canadian Women's Hockey League (CWHL), e no Calgary Oval X-Treme e no Manitoba Maple Leafs da Western Women's Hockey League (WWHL), e no Minnesota-Duluth Bulldogs da Western Collegiate Hockey Association (WCHA).
Ela jogou hóquei e basquete de 2002 a 2004 no College Lorette Collegiate em Manitoba. Formou-se com honras em Contabilidade na Universidade de Minnesota Duluth em 2011. Nos Jogos Olímpicos de Inverno de 2014 em Sóchi e nos Jogos Olímpicos de Inverno de 2022 em Pequim, conquistou a medalha de ouro no torneio feminino.